# Notheme
Genre
Notheme est un genre d'insectes lépidoptères de la famille des Riodinidae et de la sous-famille des Riodininae dont Notheme erota est le seul représentant.

## Dénomination
Le genre a été nommé par John Obadiah Westwood en 1851.

## Espèce
Notheme erota (Cramer, [1780]) ; présent au Mexique, au Paraguay, en Colombie, en Bolivie, au Surinam, en Guyane, au Brésil, en Argentine et au Pérou.

### Source
- Notheme sur funet